# Сон Є Джін
Сон Он Джін (кор. 손언진, 孫彦眞, нар., 11 січня 1982, Тегу, Республіка Корея), відома під псевдонімом Сон Є Джін (кор. 손예진, 孫藝珍) — південнокорейська акторка.

## Біографія
Сон Он Джін народилася 11 січня 1982. Свою акторську кар'єру розпочала у 2000 році, перед тим взявши сценічне ім'я Сон Є Джін. На відміну від більшості акторів які спочатку отримують лише другорядні ролі, Є Джін практично одразу почала виконувати головні ролі у серіалах та фільмах.
Вже у 2001 році вона зіграла головну роль у романтичному серіалі «Смачна пропозиція», ця роль принесла акторці першу нагороду. Зростання популярності Є Джін пов'язане з головними ролями у фільмах «Концерт для закоханих» та «Класичний», ці ролі також принесли її численні нагороди. Наступні фільми в яких грала Є Джін ставали популярними не тільки в Кореї а також і в Японії.
У своїх ранніх ролях акторка здебільшого виконувала ролі чистих і невинних дівчат за що у корейські пресі отримала титул Перше кохання нації. Починаючи з середини 2000-х акторка стала виконувати більш різнопланові ролі, як то роль шахрайки у фільмі «Мистецтво зваблювання», чи фатальної жінки у фільмі «Відкрите місто».

## Фільмографія

### Телевізійні серіали
| Рік       | Назва                                | Роль             | Мережа |
| --------- | ------------------------------------ | ---------------- | ------ |
| 2001      | «Смачна пропозиція»                  | Чан Хіїє         | MBC    |
| 2001      | «Санхі та Чінхі»                     | Шим Сан Хі       | MBC    |
| 2002      | «Великі амбіції»                     | Чхве Дон Хі      | SBS    |
| 2003      | «Аромат літа»                        | Шим Хьо Вон      | KBS2   |
| 2006      | «Самотність в коханні»               | Ю Ин Хо          | SBS    |
| 2008      | «Прожектор»                          | Со У Чжін        | MBC    |
| 2010      | «Особистий смак»                     | Пак Ке Їн        | MBC    |
| 2011      | «Таємний сад»                        | Камео (20 серія) | SBS    |
| 2013      | «Не дивись назад: Легенда про Орфея» | Чо Хе Ву         | KBS2   |
| 2018      | «Щось в дощ»                         | Ю Чі На          | JTBC   |
| 2019—2020 | «Незаплановане кохання»              | Юн Се Рі         | tvN    |
| 2022      | «Тридцять дев'ять»                   | Ча Мі Джо        | JTBC   |

### Фільми
| Рік  | Назва                                             | Роль                |
| ---- | ------------------------------------------------- | ------------------- |
| 2000 | «Секретні сльози»                                 | Пі Їль              |
| 2002 | «Чі Хва Сон»                                      | Со Вун              |
| 2002 | «Концерт для закоханих»                           | Шим Су Їн / Кьон Хї |
| 2003 | «Класичний»                                       | Чі Хі / Чу Хі       |
| 2003 | «Божевільне перше кохання»                        | Чу Іль Ме           |
| 2004 | «Запам'ятати момент»                              | Кім Су Чжін         |
| 2005 | «Квітневий сніг»                                  | Со Йон              |
| 2005 | «Мистецтво зваблювання»                           | Хан Чі Вон          |
| 2007 | «Йобі, дев'ятихвоста лисичка» (анімаційний фільм) | Йобі (голос)        |
| 2008 | «Відкрите місто»                                  | Пек Чан Мі          |
| 2008 | «Моя дружина знов одружилася»                     | Чу І На             |
| 2009 | «Біла ніч»                                        | Ю Мі Хо /Лі Чі А    |
| 2011 | «Зачарований»                                     | Кан Йо Рі           |
| 2012 | «Башта»                                           | Со Юн Хї            |
| 2013 | «Кров та зв'язок»                                 | Чан Да Ин           |
| 2014 | «Пірати»                                          | Йо Воль             |
| 2015 | «Погані хлопці завжди вмирають»                   | Чі Йон              |
| 2016 | «Істина знизу»                                    | Кім Йон Хон         |
| 2016 | «Остання принцеса»                                | принцеса Докхі      |
| 2018 | «Бути з тобою»                                    | Су А                |
| 2018 | «Переговори»                                      | Ха Че Юн            |
| 2025 | «Немає іншого вибору»                             | Мі Рі               |

## Нагороди
| Рік  | Нагорода                                                          | Категорія                                                       | Робота                               | Результат    | Прим.         |
| ---- | ----------------------------------------------------------------- | --------------------------------------------------------------- | ------------------------------------ | ------------ | ------------- |
| 2001 | Премія MBC драма                                                  | Краща нова акторка                                              | «Смачна пропозиція»                  | Перемога     | [ 6 ]         |
| 2002 | 22-а Премія корейської асоціації кінокритиків                     | Краща нова акторка                                              | «Концерт для закоханих»              | Перемога     | [ 7 ]         |
| 2002 | 23-а Кінопремія Блакитний дракон                                  | Краща нова акторка                                              | «Концерт для закоханих»              | Номінація    |               |
| 2002 | 1-а Корейська кінопремія                                          | Краща нова акторка                                              | «Концерт для закоханих»              | Номінація    |               |
| 2003 | 39-та Премія мистецтв Пексан                                      | Краща нова акторка фільму                                       | «Класичний»                          | Перемога     | [ 8 ]         |
| 2003 | 40-а Премія Великий дзвін                                         | Краща нова акторка                                              | «Класичний»                          | Перемога     | [ 9 ]         |
| 2003 | 40-а Премія Великий дзвін                                         | Нагорода за популярність                                        | «Класичний»                          | Перемога     | [ 9 ]         |
| 2003 | 24-а Кінопремія Блакитний дракон                                  | Популярна зірка                                                 | «Класичний»                          | Перемога     | [ 10 ]        |
| 2003 | 2-а Корейська кінопремія                                          | Краща нова акторка                                              | «Класичний»                          | Номінація    |               |
| 2003 | Премія KBS драма                                                  | Нагорода за високу майстерність (акторки)                       | «Аромат літа»                        | Номінація    |               |
| 2004 | 9-й Московський міжнародний фестиваль Обличча кохання             | Краща пара разом з Чо Син У                                     | «Класичний»                          | Перемога     | [ 11 ]        |
| 2005 | 13-та Премія Chunsa Film Art                                      | Краща акторка                                                   | «Квітневий сніг»                     | Номінація    |               |
| 2005 | 26-а Кінопремія Блакитний дракон                                  | Краща акторка                                                   | «Квітневий сніг»                     | Номінація    |               |
| 2006 | 51-й Азійсько-тихоокеанській кінофестиваль                        | Краща акторка                                                   | «Квітневий сніг»                     | Перемога     | [ 12 ]        |
| 2006 | 15-а Китайська кінопремія Золотий півень та кінопремія Сто квітів | Краща акторка в іноземному фільмі                               | «Запам'ятати момент»                 | Перемога     | [ 13 ]        |
| 2006 | 4-й Корейський міжнародний ярмарок годинників та дорогоцінностей  | Краща дорогоцінна леді                                          |                                      | Перемога     |               |
| 2006 | Премія SBS драма                                                  | Нагорода за високу майстерність (акторки)                       | «Самотність в коханні»               | Перемога     | [ 14 ]        |
| 2006 | Премія SBS драма                                                  | Топ-10 зірок                                                    | «Самотність в коханні»               | Перемога     | [ 15 ]        |
| 2007 | 43-я Премія мистецтв Пексан                                       | Краща акторка телебачення                                       | «Самотність в коханні»               | Перемога     | [ 16 ]        |
| 2007 | 2-й Азійський фестиваль моделей                                   | Зірка-модель                                                    |                                      | Перемога     | [ 17 ]        |
| 2007 | Корейська премія моди та дизайну                                  | Фешн-ікона                                                      | Перемога                             | [ 18 ]       |               |
| 2008 | 1-а Премія Ікона стилю                                            | Акторка — ікона стилю                                           | Перемога                             |              |               |
| 2008 | 1-а Премія Ікона стилю                                            | Fun Fearless Female                                             | Перемога                             |              |               |
| 2008 | 1-а Корейська ювілірна премія                                     | Діамантова нагорода                                             | Перемога                             |              |               |
| 2008 | 25-та Корейська премія Best Dresser                               | Краще вбрання (жінки кінозірки)                                 | Перемога                             | [ 19 ]       |               |
| 2008 | 29-та Кінопремія Блакитний дракон                                 | Популярна зірка                                                 | «Моя дружина знов одружилася»        | Перемога     | [ 20 ]        |
| 2008 | 29-та Кінопремія Блакитний дракон                                 | Краща пара разом з Кім Чу Хьок                                  | «Моя дружина знов одружилася»        | Перемога     | [ 21 ]        |
| 2008 | 29-та Кінопремія Блакитний дракон                                 | Краща акторка                                                   | «Моя дружина знов одружилася»        | Перемога     |               |
| 2008 | 4-й Корейський фестиваль університетського кіно                   | Краща акторка                                                   | «Моя дружина знов одружилася»        | Перемога     | [ 22 ]        |
| 2008 | 7-а Корейська кінопремія                                          | Краща акторка                                                   | «Моя дружина знов одружилася»        | Номінація    |               |
| 2009 | 18-а Кінопремія Буїль                                             | Краща акторка                                                   | «Моя дружина знов одружилася»        | Номінація    |               |
| 2009 | 45-а Премія мистецтв Пексан                                       | Краща акторка кіно                                              | «Моя дружина знов одружилася»        | Перемога     | [ 23 ]        |
| 2010 | 46-а Премія мистецтв Пексан                                       | Нагорода InStyle                                                |                                      | Перемога     | [ 24 ]        |
| 2010 | 5-та Премія Азійсько-тихоокеанської продюсерської мережі          | Постать азійського кіно                                         |                                      | Перемога     | [ 25 ]        |
| 2010 | 1-а Сеульська премія культури та мистецтв                         | Краща акторка кіно                                              | «Біла ніч»                           | Перемога     | [ 26 ] [ 27 ] |
| 2010 | 31-а Премія Блакитний дракон                                      | Популярна зірка                                                 | «Біла ніч»                           | Перемога     | [ 28 ]        |
| 2012 | 48-а Премія мистецтв Пексан                                       | Краща акторка кіно                                              | «Зачарований»                        | Номінація    |               |
| 2013 | Премія KBS драма                                                  | Нагорода за високу майстерність (акторки середньотривалих драм) | «Не дивись назад: Легенда про Орфея» | Номінація    |               |
| 2013 | Премія KBS драма                                                  | Нагорода за високу майстерність (акторки)                       | «Не дивись назад: Легенда про Орфея» | Номінація    |               |
| 2014 | 18-й Пучхонський міжнародний фестиваль фантастичного кіно         | Вибір продюсерів                                                |                                      | Перемога     | [ 29 ]        |
| 2014 | 35-а Кінопремія Блакитний дракон                                  | Краща акторка                                                   | «Кров та зв'язок»                    | Номінація    |               |
| 2014 | 51-а Премія Великий дзвін                                         | Краща акторка                                                   | «Пірати»                             | Перемога     |               |
| 2014 | Премія корейської асоціації кіноакторів                           | Топ-зірка Кореї                                                 | «Пірати»                             | Перемога     | [ 30 ]        |
| 2015 | 10-а Премія Max Movie                                             | Краща акторка                                                   | «Пірати»                             | Номінація    |               |
| 2015 | 51-ша Премія мистецтв Пексан                                      | Краща акторка кіно                                              | «Пірати»                             | Номінація    |               |
| 2015 | 4-та Прес-фото премія KOPA & NIKON                                | Найбільш фотогенічна акторка                                    |                                      | Перемога     | [ 31 ]        |
| 2016 | 25-а Кінопремія Буїль                                             | Краща акторка                                                   | «Істина знизу»                       | Перемога     | [ 32 ]        |
| 2016 | 36-а Премія корейської асоціації кінокритиків                     | Краща акторка                                                   | «Істина знизу»                       | Перемога     | [ 33 ]        |
| 2016 | 17-а Премія Пусанських кінокритиків                               | Краща акторка                                                   | «Істина знизу»                       | Перемога     | [ 34 ]        |
| 2016 | 17-а Премія Жінка в корейському кіно                              | Краща акторка                                                   | «Істина знизу»                       | Перемога     | [ 35 ] [ 36 ] |
| 2016 | 3-я Премія корейської асоціації кінопродюсерів                    | Краща акторка                                                   | «Істина знизу» «Остання принцеса»    | Перемога     | [ 37 ]        |
| 2016 | 37-а Премія Блакитний дракон                                      | Краща акторка                                                   | «Остання принцеса»                   | Номінація    |               |
| 2016 | 37-а Премія Блакитний дракон                                      | Популярна зірка                                                 | «Остання принцеса»                   | Перемога     | [ 38 ]        |
| 2016 | 53-я Премія Великий дзвін                                         | Краща акторка                                                   | «Остання принцеса»                   | Перемога     | [ 39 ]        |
| 2017 | 8-а Кінопремія KOFRA                                              | Краща акторка                                                   | «Остання принцеса»                   | Перемога     | [ 40 ]        |
| 2017 | 11-а Премія азійського кіно                                       | Краща акторка                                                   | «Остання принцеса»                   | Номінація    |               |
| 2017 | 53-тя Премія мистецтв Пексан                                      | Краща акторка кіно                                              | «Остання принцеса»                   | Перемога     | [ 41 ]        |
| 2017 | 22-а Премія Chunsa Film Art                                       | Краща акторка                                                   | «Істина знизу»                       | Перемога     | [ 42 ]        |
| 2018 | 54-та Премія мистецтв Пексан                                      | Краща акторка кіно                                              | «Бути з тобою»                       | Номінація    | [ 43 ]        |
| 2018 | 13-а Сеульська міжнародна премія драми                            | Видатна корейська акторка                                       | «Щось в дощ»                         | Перемога     | [ 44 ]        |
| 2018 | 6-а Премія «Зірок МААТР»                                          | Головний приз (Daesang)                                         | «Щось в дощ»                         | Номінація    | [ 45 ]        |
| 2018 | 2-а Сеульська премія                                              | Краща акторка драми                                             | «Щось в дощ»                         | Номінація    | [ 46 ]        |
| 2018 | 2-а Сеульська премія                                              | Краща акторка кіно                                              | «Бути з тобою»                       | Перемога     | [ 47 ]        |
| 2018 | 2-а Сеульська премія                                              | Нагорода за популярність у кіно                                 | «Бути з тобою»                       | Перемога     | [ 48 ]        |
| 2018 | 24-та Премія корейської поп-культури та мистецтв                  | Нагорода прем'єр-міністра                                       |                                      | Перемога     | [ 49 ]        |
| 2018 | 2-а Премія Elle Style                                             | Супер-ікона (жінки)                                             | Перемога                             | [ 50 ]       |               |
| 2018 | 23-я Азійська телепремія                                          | Краща акторка                                                   | «Щось в дощ»                         | В очікуванні | [ 51 ]        |